# Warlencourt-Eaucourt
 Warlencourt-Eaucourt  es una población y comuna francesa, situada en la región de Norte-Paso de Calais, departamento de Paso de Calais, en el distrito de Arras y cantón de Bapaume.

## Demografía
| 110 | 102 | 85 | 84 | 81 | 107 |
| Para los censos de 1962 a 1999 la población legal corresponde a la población sin duplicidades (Fuente: INSEE [Consultar]) |     |    |    |    |     |